# Thomas Sébillet
Thomas Sébillet (1512-1589) est un homme de lettres français.

## Biographie
Traducteur, essayiste et poète néo-platonicien, il est notamment connu pour son Art poétique français publié en deux livres en 1548.
Joachim du Bellay y a puisé une partie de son inspiration pour rédiger en 1549 sa célèbre Défense et illustration de la langue française.
Également avocat au Parlement, il était l'ami de Michel de l'Hospital, d'Étienne Pasquier et de Pierre de l'Estoile.

## Publications
- Art poetique franc̜ois. Pour l'instruction dés jeunes studieus, & encor peu avancéz en la pöesie franc̜oise (1548) Texte en ligne
- L'Iphigène d'Euripide, tourné de grec en françois par l'auteur de "l'Art poétique" (1549)
- La Louenge des femmes, invention extraite du commentaire de Pantagruel, sur l'Androgyne de Platon (1551) Texte en ligne
- Contramours. L'antéros ou contr amour, de Messire Baptiste Fulgose, jadis duc de Gennes. Le dialogue de Baptiste Platine, contre les folles amours. Paradoxe contre l'amour, traduction de l'ouvrage de Battista Fregoso (1453-1504), doge de Gênes (1581)